# Лоріна МакКенніт
Лоріна МакКенніт (англ. Loreena McKennitt) — канадська арфістка й вокалістка, освоює кельтську і близькосхідну музичну традицію. Пише пісні на вірші Блейка, Єйтса, Теннісона і власні поетичні враження. Одна з найпопулярніших виконавиць кельтської музики у світі.
У 1991 році МакКенніт випустила альбом «The Visit», який зробив її відомою за межами Канади. У записі диска були використані такі нехарактерні для кельтської музичної традиції інструменти, як решето, балалайка, ситара. За цей альбом Лоріна отримала головну музичну нагороду Канади — премію «Juno».
У липні 2004 року генерал-губернатор Канади Адрієн Кларксон нагородила співачку Орденом Канади, цієї честі удостоюються найшанованіші громадяни країни.

## Дискографія
- Elemental (1985)
- To Drive the Cold Winter Away (1987)
- Parallel Dreams (1989)
- The Visit (1991)
- The Mask and Mirror (1994)
- The Book of Secrets (1997)
- Live in Paris and Toronto (концертний, 1999)
- An Ancient Muse (2006)
- Nights from the Alhambra (концертний, 2007)
- A Midwinter Night's Dream (збірник, 2008)
- A Mummers Dance Thought Ireland (збірник, 2009)
- A Mediterranean Odyssey (концертний та збірник, 2009)